# Hayley Wickenheiser
Hayley Wickenheiser (Shaunavon, 12 augustus 1978) is een Canadese ijshockeyspeelster en softbalster. Ze was de eerste professionele ijshockeyster die niet op doel stond. Wickenheiser is een van de sporters die zowel aan de Olympische Zomerspelen en - Winterspelen deelnam.
Wickenheiser is samen met haar teamgenote Jayna Hefford de 'succesvolste olympiër' in haar tak van sport. Beiden waren lid van het Canadese olympischteam dat in 1998 de zilveren medaille en op de edities van 2002, 2006, 2010 en 2014 telkens de gouden medaille won. Beide vrouwen zijn daarmee ook, samen met teamgenote Caroline Ouellette, de enige Canadezen die viermaal olympisch goud wonnen op de Winterspelen.
Zij legde ook de Olympische atleteneed af voor de Olympische Winterspelen 2010 in Vancouver. Op dat toernooi was ze tevens aanvoerder van het Canadese ijshockeyteam. Op de Spelen van 2014 was ze de vlaggendrager namens haar land.
Wickenheiser werd in 2019 opgenomen in de Hockey Hall of Fame.

## Trivia
- Het Wickenheiser International Women's Hockey Festival, een ijshockeytoernooi voor vrouwelijke junioren, is naar haar vernoemd.
- In februari 2014, tijdens de Winterspelen, werd Wickenheiser verkozen tot lid van de Atletencommissie van het Internationaal Olympisch Comité.[1]

- International Standard Name Identifier: 0000 0000 7423 8012
- Library of Congress Control Number: no2006038596
- Virtual International Authority File: 61295873
- WorldCat: E39PBJwmRFFrYFp67fgpx36h73